# Giáo đường Do Thái ở Brezno
Giáo đường Do Thái ở Brezno (tiếng Slovakia: Synagóga v Brezne) là một giáo đường Do Thái tọa lạc trên phố Štúrova, thị trấn Brezno, vùng Banská Bystrica, Slovakia. Vào ngày 26 tháng 1 năm 1973, giáo đường Do Thái này được ghi danh vào Danh sách Di tích Trung ương theo quyết định của Bộ Văn hóa Cộng hòa Slovakia.

## Lịch sử
Giáo đường Do Thái ở Brezno được xây dựng xong và thánh hiến vào năm 1902, theo đề án thiết kế của kiến trúc sư người Banská Bystrica tên là Alois Payerberger. Công cuộc sửa chữa giáo đường diễn ra vào năm 1930. Kể từ năm 1942, giáo đường Do Thái không tiếp tục phục vụ chức năng ban đầu nữa vì người Do Thái bị trục xuất khỏi Brezno vào năm này. Sau Chiến tranh thế giới thứ hai, giáo đường Do Thái này được dùng làm nhà kho chứa đồ đạc và hạt giống.
Hiện tại, giáo đường Do Thái ở Brezno thuộc sở hữu của thị trấn. Trong khoản đóng góp cho việc tái thiết tòa nhà, Quỹ Xã hội Châu Âu chi 85%, ngân sách nhà nước chi 10% và thị trấn Brezno chi 5%. Công việc xây dựng lại diễn ra từ tháng 9 đến tháng 12 năm 2015 và tiêu tốn 1,123 triệu €. Tòa nhà mở cửa đón công chúng từ ngày 11 tháng 5 năm 2016.